# Arcana (groupe)
Pour les articles homonymes, voir Arcana.
Arcana est un groupe de dark wave néo-classique suédois. Il est formé en 1994 par Peter Bjärgö, connu alors sous le nom de Peter Pettersson.

## Biographie

### Années 1990
Au départ un projet solo, Arcana devient un duo quand Peter Pettersson recrute la chanteuse Ida Bengtsson avec qui il enregistre une démo qu'il envoie à Roger Karmanik, fondateur du label Cold Meat Industry. Ce dernier apprécie la musique du groupe et lui propose de figurer sur une compilation du label avec une chanson, avant de le signer pour deux albums. 
Le premier album du groupe, intitulé Dark Age of Reason sort en 1996. Un EP de trois titres, intitulé Lizabeth sort l'année suivante, juste avant le deuxième album Cantar de Procella.

### Années 2000
L'année 2000 voit la parution de l'EP Isabel, comportant trois titres, et de l'album ...The Last Embrace toujours chez Cold Meat Industry, dont le contrat est prolongé. Le violoncelliste Marcus Ohlsson a participé à l'enregistrement du disque, ainsi que Johan Hallgren pour les chœurs. 
En 2001, Ida Bengtsson quitte Arcana. Elle est remplacée par Ann-Mari Thim. En outre, un troisième membre intègre le groupe en la personne de Stefan Eriksson. C'est cette formation en trio qui enregistre l'album Inner Pale Sun qui sortira en 2002, précédé de plusieurs mois par le CD deux titres Body of Sin. The New Light, la compilation de titres inédits enregistrés entre 1994 et 2003, voit le jour en 2004 pour célébrer les dix ans d'existence d'Arcana. Elle paraît chez le label Cyclic Law. Peter se marie en 2003 à Cecilia Bjärgö dont il choisit de prendre le nom de famille. De plus, Cecilia (souvent désignée à cette époque sous le diminutif Ia) vient renforcer les rangs du groupe (dans les chœurs) qui est désormais un quatuor. 
En 2005 paraît le nouvel album, Le Serpent Rouge, aux sonorités plus orientales. Il est publié sur le propre label de Peter : Erebus Odora. En 2006, Arcana signe chez le label allemand Kalinkaland Records, qui distribue l'album Raspail en 2008, le nom faisant référence à François-Vincent Raspail,,. Un cinquième membre intègre le groupe aux percussions, Mattias Borgh. En décembre 2009, le départ de Stefan Eriksson est annoncé par Peter Bjärgö sur le MySpace du groupe.

### Années 2010
En 2012, après la parution d'un album solo de Peter Bjärgö, The Architecture of Melancholy, sortent deux nouveaux disques d'Arcana : un EP trois titres, Emerald, suivi du nouvel album As Bright as a Thousand Suns, tandis que les musiciens espagnols Sergio Gamez Martinez et Núria Luis qui accompagnent la formation sur scène depuis deux ans, respectivement aux claviers et au violon, sont intégrés comme membres à part entière. En parallèle, la chanteuse Ann-Mari Thim s'investit dans un projet solo nommé Angelic Foe dont le premier album, Oppressed by The Heavens, est commercialisé en octobre.
À la fin de l'année 2014, Peter Bjärgö, qui souhaite apporter du changement au projet, dissout la formation après un dernier concert à Berlin le 1er novembre 2014. En 2015, il annonce sur Facebook le retour de la première chanteuse d'Arcana, Ida Bengtsson, et la préparation d'un nouvel album. Mais en janvier 2017, par un message sur le réseau social, il informe qu'Ida Bengtsson a dû quitter le groupe pour des raisons personnelles. En attendant de donner une suite à Arcana qu'il désire continuer, il se consacre à sa carrière solo.

## Projets parallèles
Peter Bjärgö mène également depuis 2000 un projet de musique industrielle, Sophia, auquel s'est joint Stefan Eriksson. Associé à Tomas Pettersson, du groupe Ordo Rosarius Equilibrio, il sort un single intitulé Homo Rattus en 2001 sous le nom de Victoria. En 2005, il sort l'album Out of the Darkling Light, Into the Bright Shadow  en collaboration avec Gustaf Hildebrand. Il a publié cinq albums en solo : A Wave of Bitterness, sur le label Kalinkaland Records en 2009, The Architecture of Melancholy en décembre 2011, Animus Retinentia en mars 2017, Structures and Downfall en 2019 et The Translucency of Mind's Decay en avril 2021, ces quatre derniers distribués par le label Cyclic Law.

## Discographie

### Albums studio
- 1996 : Dark Age of Reason
- 1997 : Cantar de Procella
- 2000 : ...The Last Embrace
- 2002 : Inner Pale Sun
- 2005 : Le Serpent Rouge
- 2008 : Raspail
- 2012 : As Bright as a Thousand Suns

### Compilations
- 2004 : The New Light (inédits et raretés)
- 2004 :  The Lotus Eaters : Tribute to Dead Can Dance (compilation multi artistes, hommage à Dead Can Dance) 1 titre : In the Wake of Adversity
- 2005 : Summoning of the Muse - A tribute to Dead Can Dance (compilation multi artistes, hommage à Dead Can Dance, label : Projekt Records) 2 titres : The Arcane et Enigma of The Absolute
- 2011 : Koumyou : Dark Artists for Japan Earthquake Relief (compilation multi artistes en soutien aux victimes du séisme du 11 mars 2011) 1 titre inédit: The Irreversible Truth
- 2014 : The Extra Songs of Arcana (rassemble des titres parus sur des compilations multi artistes et des maxis)

### Coffret
- 2010 : The First Era 1996-2002 (édition limitée. Regroupe les quatre premiers albums avec des raretés)

### EP
- 1997 : Lizabeth (3 titres)
- 2000 : Isabel (3 titres)
- 2002 : Body of Sin (2 titres)
- 2011 : Un passage silencieux (2 titres ; tiré à 100 exemplaires et distribué seulement aux personnes ayant acheté l'édition box (qui contenait un code à retourner) de l'album Le Serpent Rouge)
- 2012 : Emerald (3 titres)

## Membres

### Membres actuels
- Peter Bjärgö (ex Peter Pettersson) - chant, divers instruments (depuis 1994)

### Anciens membres
- Ida Bengtsson - chant (1994-2001, 2015-2017)
- Stefan Eriksson - programmations, divers instruments (2001-2009)
- Ann-Mari Thim - chant (2001-2014)
- Ia Bjärgö - chœurs (2004-2014)
- Mattias Borgh - percussions (2006-2014)
- Núria Luis - violon (2012-2014)
- Sergio Gamez Martinez - claviers (2012-2014)